# 八木かおり
八木 かおり（やぎ かおり、12月30日 - ）は、日本の女性声優。神奈川県出身。ケンユウオフィス所属。

## 人物
かつては九プロダクション、アドヴァンスプロモーションに所属していた。
第2外国語は韓国語。
特技は着付け、華道。

## 出演

### テレビアニメ
2007年
- Over Drive（先生）
- 恋する天使アンジェリーク〜かがやきの明日〜（村人）
- ぼくらの（キリエ母）

2008年
- BLASSREITER（ヒルダ）

2009年
- チーズスイートホーム あたらしいおうち（船員の女性、ジュリちゃんのお母さん、ボスニワトリ）
- はっけん たいけん だいすき! しまじろう（世話役のおばあさん）
- 花咲ける青少年（マリア）

2019年
- 僕のヒーローアカデミア（2019年 - 2024年、リューキュウ） - 4シリーズ

2020年
- 進撃の巨人（2020年 - 2023年、ガビ母） - 3シリーズ

### 劇場アニメ
- 僕のヒーローアカデミア THE MOVIE ユアネクスト（2024年、リューキュウ）

### ゲーム
- BLAZBLUE（2008年、トラカカ）
- 赤い刀（2010年、小早川紫苑）
- 赤い刀 真（2012年、小早川紫苑）
- ボーダーランズ プリシークエル（2014年、アテナ）

### 吹き替え

#### 映画
- アメージング・ハイウェイ60（ナンシー、ローラ）
- アンダーワールド: エボリューション
- ウォーリアー・クイーン（アグリッピナ）
- オーメン
- クルーエル・インテンションズ2（バニー）
- ゴッド・ギャンブラー3（シウチン）
- ジェームズ・フランコ VS エイプ（キャシー〈アリソン・ビビコフ〉）
- ジキル&ハイド（サラ）
- ターミナル ※フジテレビ版
- 鉄ワン・アンダードッグ
- ハンテッド ※テレビ東京版
- プリティ・ヘレン
- ブルー・イグアナの夜（サラ）
- ブルーサンダー ※ソフト版
- 臨死
- ワールド・トレード・センター

#### ドラマ
- アグリー・ベティ
- WITHOUT A TRACE/FBI 失踪者を追え!3（女性リポーター） #1
- クリミナル・マインド2 FBI行動分析課 #20
- ザ・ホワイトハウス（イーディ）
- ジェリコ 閉ざされた街
- 太陽に向かって（ミンジョン）
- チャームド 〜魔女3姉妹〜
- デスパレートな妻たち
- BULL〜ウォール街への挑戦〜（サラ・ジェシカ）
- 炎の英雄シャープ
- マルコム in the Middle
- ミディアム 霊能者アリソン・デュボア
- 迷宮事件ファイル
- リ・ジェネシス バイオ犯罪捜査班
  - シーズン3 #11
  - シーズン4 #10
- LOST（シンディ・キャンダラー〈キンバリー・ジョセフ〉）

#### アニメ
2004年
- ジャスティス・リーグ
- スペース・レンジャー バズ・ライトイヤー

2005年
- リロ・アンド・スティッチ（ナンシー）

2009年
- スペクタキュラー・スパイダーマン（ベティ・ブラント）

不明
- わんぱくデニス

### ボイスオーバー
- メイキング オブ 未知なる世界
- ロシア
- ２０世紀の内幕
- ベストセラーの作り方
- 世界遺産
- さすらいのドッグトレーナー～あなたのダメな犬しつけます～
- 謎のアンダーワールド２

### CM
- OMC-ETCカード（ナレーション）
- マルコメ味噌（ナレーション）
- モンカフェ

### テレビ番組
- 発掘!あるある大事典

### シリーズ一覧
1. ↑  第4期（2019年 - 2020年）、第5期（2021年）、第6期（2022年）、第7期（2024年）
2. ↑  The Final Season Part 1（2020年）、The Final Season Part 2（2022年）、『The Final Season 完結編（前編）』（2023年）